# Fassett
Fassett är en kommun i provinsen Québec i Kanada. Den ligger i regionen Outaouais, i den sydöstra delen av landet, 70 km öster om huvudstaden Ottawa.